# 시슈머레프
시슈머레프(영어: Shishmaref, 러시아어: Шишмарёв 시시마료프[*])는 미국 알래스카주의 도시이다. 축치해의 섬에 위치한 마을이며, 인구는 2010년 기준 500명 가량이다.
마을 이름은 1821년 러시아 제국 해군 소속 탐험가였던 오토 폰 코체부 중위와 함께 탐험에 동행했던 글레브 시시마료프 중위에서 유래된 이름이다. 이 마을은 20세기 기후 변화로 인한 기온 상승으로 마을의 지반인 영구동토층이 무너져 내렸고, 그로 인해 이주가 불가피해졌다. 결국 2016년 8월경 주민투표 결과 집단 이주가 결정되어 마을은 사라지게 될 전망이다.

## 인구
| 인구조사              | 인구 | Note  | %±     |
| --------------------- | ---- | ----- | ------ |
| 1920년                | 131  |       | —      |
| 1930년                | 223  |       | 70.2%  |
| 1940년                | 257  |       | 15.2%  |
| 1950년                | 194  |       | −24.5% |
| 1960년                | 217  |       | 11.9%  |
| 1970년                | 267  |       | 23.0%  |
| 1980년                | 394  |       | 47.6%  |
| 1990년                | 456  |       | 15.7%  |
| 2000년                | 562  |       | 23.2%  |
| 2010년                | 563  |       | 0.2%   |
| 2019 (추산)           | 613  | [ 2 ] | 8.9%   |
| U.S. Decennial Census |      |       |        |